# 毛主义者
毛主义者（Maoist）又称毛派，广义上指全世界信仰毛泽东思想或认同毛泽东政策和理念的个人或组织，而狭义上应当定义为毛泽东一生理论和实践的追随者。毛泽东创立或倡导而形成的毛泽东思想、马列毛主义成为部分政党和个人的意识形态。

## 东南亚
朝鲜战争之后，中华人民共和国政府开始领导亚洲社会主义阵营革命，并成立中共中央对外联络部，王稼祥任第一任部长，他和他的部门负责东南亚各共产党领导人来中国培训、学习。
毛泽东主政时期，对东南亚各国革命者，包括缅甸共产党、马来亚共产党、泰国共产党、菲律宾共产党等坚持反对亲美政府的游击战的东南亚各国共产党，提供大量的武器、经济、技术、粮食无偿援助，并在中国大陆境内设置“马来亚革命之声广播电台”等电台帮助他们开展宣传战，使用汉语普通话、马来语、泰米尔语、海南话、闽南语、广东话等语言和方言进行对外广播，每种语言每天播放四小时，信号一度覆盖东南亚、大洋洲、欧洲等地区。
1978年，邓小平上台，在中国实施“韬光养晦”政策，废止毛泽东的阶级斗争路线，主张发展经济优先的政策，国际“输出革命”政策全面收缩，停止一切无偿的对外援助，裁撤在云南省昆明市市郊的东南亚共产党训练营中的中国籍教官，并关闭了“马来亚革命之声广播电台”。1980年，邓小平召见马来亚共产党总书记陈平，要求马共配合中共实施国际关系上的“战略转移”，放弃武装斗争。1989年，马来亚共产党总书记陈平在泰国合艾与泰国、马来西亚政府共同签订了《合艾协议》，马共解散，退出政治舞台。1987年，泰国共产党被泰国政府军队围剿，大量领导人被逮捕杀害。 缅甸共产党、马来亚共产党、泰国共产党等政党，在失去了中国的援助之后，被迫在1980年代末到1990年代初向所在国政府投降。选择继续住在中国大陆的东南亚共产党人则大多对中国改革开放后的路线感到失望。因此，世界上许多毛派人士强烈谴责邓小平及其政策，并对“中国特色社会主义理论”报以强烈敌视，认为中国自改革开放以后走向了“修正主义路线”，偏离了原本的毛泽东思想道路。

## 世界
1960年代至1970年代，北美洲的美国革命共产党、拉丁美洲阿根廷的“革命共产党”、秘鲁的“秘鲁共产党 (光辉道路)”和菲律宾的“菲律宾共产党”都是支持毛泽东思想的政党。在欧洲，一些在毛泽东思想指导下成立的毛派政党至今仍坚持毛泽东思想，如德国马列主义党、希腊共产主义组织等。
所有国外毛主义者和部分国内毛主义者都认为苏联自赫鲁晓夫与中国自邓小平执政起复辟了资本主义，他们认为今日的中国共产党已经完全蜕变，与原本的毛泽东思想背道而驰，是修正主义者。1976年11月，美国革命共产党召开全国代表大会通过决议，明确说，华国锋正在搞右派政变。美国革命共产党高度正面评价毛泽东所发动的文化大革命，宣称：“1976年后中国的修正主义势力不仅继续标榜为共产主义者，而且还更具体的自称为毛泽东革命路线和革命遗产的继承者。” 虽然毛主义者对斯大林的评价从极高到充满矛盾情感的都有，但传统上大多数毛主义者还是把斯大林看作是苏联最后一个真正的社会主义领袖。
“毛派”（Maoist）最早出现在1960年代，指那些支持毛泽东和信仰毛泽东思想或毛主义的个人或组织。中国之外的毛派组织曾自称“马列主义毛泽东思想”而非“毛主义”。而秘鲁共产党 (光辉道路)1980年代在毛派中首倡“毛主义”、“马列毛主义”，“毛主义”一词逐渐获得了部分毛派组织的认同。
信奉毛主义的阿根廷革命共产党、秘鲁共产党 (光辉道路)、印度共产党（毛主义）、菲律宾共产党、土耳其共产党/马列（以及土耳其的毛主义共产党）至今活跃。尼泊尔共产党（毛主义）在尼泊尔于1994年开始武装斗争，于2008年推翻了尼泊尔国王贾兰德拉的封建世袭制王朝，推动成立了尼泊尔联邦民主共和国，并通过民主选举上台执政。柬埔寨共产党被称作紅色高棉，有学者认为是毛主义在柬埔寨的曲解試驗。 但红色高棉从未自称毛主义者。
国际毛派建立过革命国际主义运动、马列主义政党和组织国际会议、南亚毛主义政党和组织协调委员会、国际共产主义者同盟四个协调组织，前三者目前都已没有活动。

## 中华人民共和国
由于毛时代城市工人的社会地位较高，如今相比之前地位大幅下降，而且因为大下岗的发生和中国“996”工作模式的普遍出现，毛派在老年城市工人和正在接受“996”剥削的年轻无产者里有比较多的影响力。在中国有部分特权阶级自称“毛派”，其中以所谓的红色企业家、部分红二代太子党和大陆各级官吏为代表，但其主要特点是仅对毛泽东的舆论动员能力、组织能力和战斗能力的推崇而对毛的无产阶级革命理论并不认同。但真正的毛派认为他们对毛泽东的继续革命，公社化等理论，即毛泽东思想敬而远之，只是将毛和现中国政府一样树立为一种“无害化的神像”来以此为自己所得到的特权和掌握的资本树立某种合法性，其行为完全是反动的，并认为实际上他们的真实身份是要被推翻的反动的资产阶级或官僚资本主义，与文革时期持有所谓“红色贵族血统论”的红贵组织是同样的一类反动派。。
2021年6月，《纽约时报》报道称，受中国日益扩大的贫富差距和996工作制影响，毛泽东思想正在中国的Z世代青年中复兴，他们呼吁打倒资本家、“用路灯吊死资本家！”，甚至直接挑战中国政府的审查制度。另据德国之声报道，2022年11月26日这天爆发的反封控运动中，也有许多支持毛主义的年轻人参加。
有人认为，乌有之乡、前国家统计局局长李成瑞等参与创办的毛泽东旗帜网、东方红社科网为官方毛派，或称保皇毛派。其旗帜性代表人物是教师张宏良、社科院副院长李慎明等。其它官方毛派的代表人物还包括魏巍、林默涵、吴冷西、喻权域、前任中宣部副部长许立群和梅行（周恩来秘书）等，发声刊物是已被查封的《中流》和《真理的追求》。
现在尚存的造反派以及支持毛泽东晚年思想的民间毛派，他们和官方毛派区别在于主张推翻现在的中国共产党，也就是他们称呼的官僚买办资产阶级，恢复毛泽东时代的阶级斗争为纲的政策，现存造反派标志性人物有袁庾华等。他们的主流立场目前主要有立场保守、与保皇毛派日益接近的“保党救国派”，更为激进的则自认信仰“马列毛主义”，自称“革命派”。有毛派将文化大革命结束以后的中国共产党看作是一个官僚资产阶级政党，特别是在2018年佳士事件之后这种倾向更加明显。
移民海外的民运人士高寒自称毛派。王希哲自称民主社会主义者，但表态支持毛派。
2008年建立了中国毛泽东主义共产党，但大多数骨干成员在2009年被捕。

## 其他

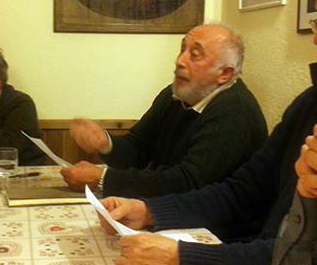
晚年的若泽夫·昂里耶。

- 意大利毛主义者若泽夫·昂里耶将法兰克－普罗旺斯语重命名为阿尔卑坦语，在法国、意大利成为常用名称，但在瑞士仍称“方言”（patouès）。
- 美国中情局通过荷兰国内保安局，选中了一个名为彼德·贝维的数学老师，执行“红色鲱鱼”计划，设立了一个假冒的毛主义政党：荷兰马列主义党，其党首化名彼得尔森，自1970年开始1990年结束，前后25次访问中国，先后得到了毛泽东、周恩来等人的接见，并获得了超过100万英镑的资助。[18]
- 2009年4月9日，拉丁美洲委内瑞拉总统查韦斯在中国访问时说：“少年时代，生活就使我成为了毛主义者。我是伟大舵手毛泽东的崇拜者和追随者。”[19]
- 1989年，缅共主席德钦巴登顶革命失败，退走中国云南省。印尼共产党领导人艾地的亲属在九三〇事件后，隐居中国。1981年，菲律宾共产党副领导人卡多·马来隐居荷兰。[4]
- 葡萄牙前总理、欧盟委员会前主席若泽·曼努埃尔·巴罗佐在年轻时是葡萄牙毛派政党葡萄牙工人共产党/无产阶级党重组运动的领导人之一。[20]挪威前首相、北约秘书长延斯·斯托尔滕贝格早年也是毛主义者。[21]
- 2017年3月7日，法国总统候选人马克龙在接受《巴黎人报》采访时谈到，“我是毛主义者”（Je suis maoïste）。他进一步解释道，对于毛泽东来说，“能奏效的方案，就是好方案”。[22] 评论家认为这是因为法国历经五月风暴，maoïste一词语义弱化。
- 第四国际领导人厄内斯特·曼德尔在其于1978年公开发表的著作《从斯大林主义到欧洲共产主义》中称毛主义者“时而无知、时而狡诈”。[23]